# Dave Koz

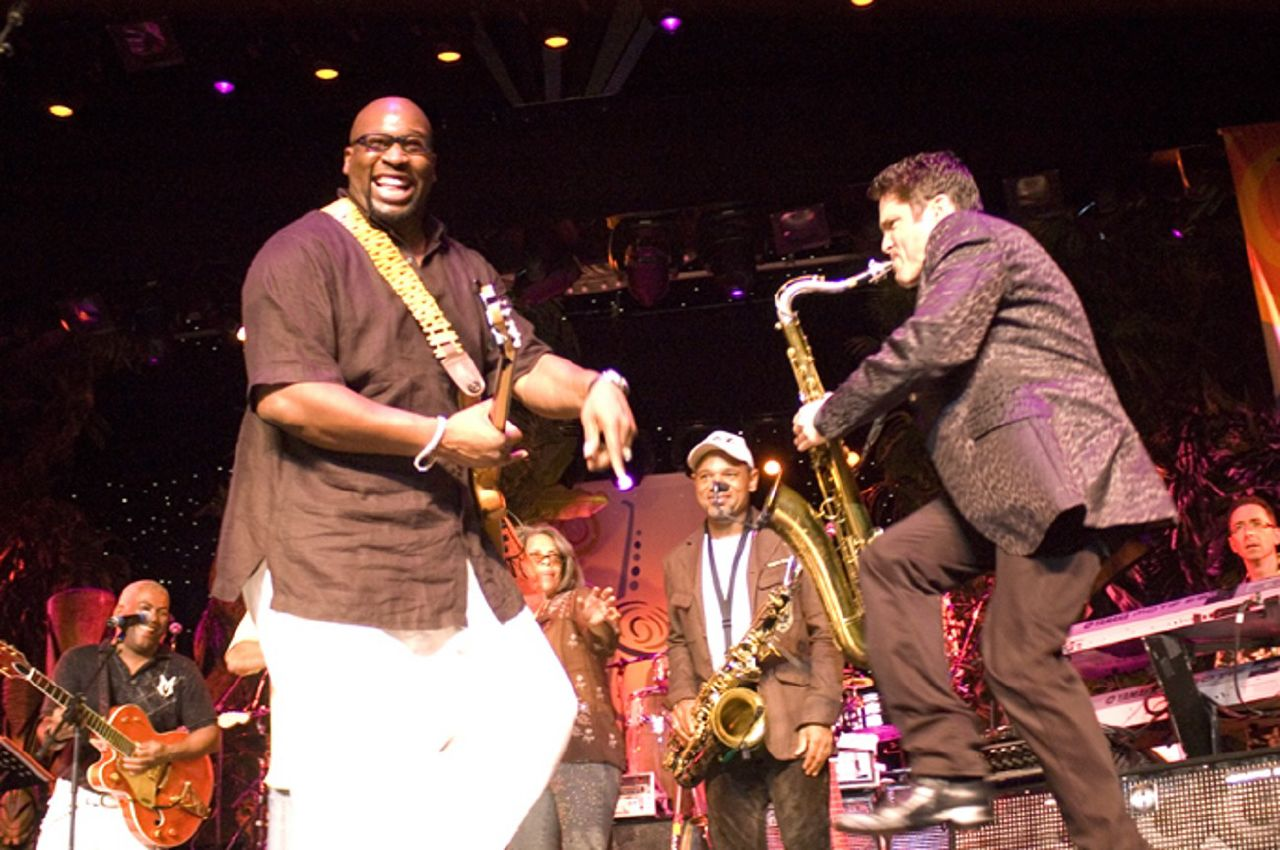
Wayman Tisdale and Dave Koz; 2006

Dave Koz * 27. März 1963 im San Fernando Valley, Los Angeles, Kalifornien; eigentlicher Name David Steven Koz ist ein US-amerikanischer Saxophonist des Smooth Jazz und Radiomoderator.

## Leben und Wirken
Koz schloss sein Studium 1986 an der UCLA in Los Angeles im Fach Massenmedien ab. Danach begann er sofort mit seiner Karriere im Bereich Musik und spielte zusammen mit Bobby Caldwell. Den Rest der 80er Jahre arbeitete er als Studiomusiker, war Mitglied bei den Rippingtons und in verschiedenen weiteren Bands und tourte mit unterschiedlichen Musikern wie z. B. Richard Marx. 
1990 entschied Koz sich zu einer Solokarriere. Dieser Schritt war erfolgreich und das erste Album, das nach ihm selbst benannt war, wurde von den Fans und den Kritikern positiv aufgenommen. Mit einem der folgenden Alben (Saxophonic) erhielt er eine Nominierung für einen Grammy Award und einen NAACP Image Award.
Ab 1994 moderierte er seine eigene Radio-Show mit dem Titel: „The Dave Koz Radio Show“. Darin stellte er die neuste Musik seines Genres vor und führte mit den wichtigsten Größen dieses Musikstils Interviews.
Heute ist Koz Moderator der samstäglichen Dave Koz Radio Show bei „94.7 The Wave“, einem Smooth-Jazz-Radio in Los Angeles sowie verschiedener Sendungen innerhalb des Smooth Jazz Network.
2002 gründete Koz die Plattengesellschaft Rendezvous Entertainment. 
Koz bekannte sich im April 2004 öffentlich zu seiner Homosexualität.

## Diskografie
- 1990: Dave Koz
- 1993: Lucky Man
- 1996: Off the Beaten Path
- 1997: December Makes Me Feel This Way
- 1999: The Dance
- 2001: A Smooth Jazz Christmas (Dave Koz and Friends)
- 2002: Golden Slumbers: A Father’s Lullaby
- 2003: Saxophonic
- 2007: At the Movies
- 2007: Memories of a Winter’s Night
- 2010: Hello Tomorrow
- 2011: December Makes Me Feel This Way - A Holiday Album
- 2011: Ultimate Christmas
- 2014: Dave Koz & Friends: The 25th of December
- 2015: Collaborations: 25th Anniversary Collection
- 2021: The Golden Hour (mit Cory Wong)
- 2022: Christmas Ballads